# رحلة داخل امرأة (فلم)
رحلة داخل امرأة  فيلم دراما مصري للمخرج أشرف فهمي عام 1978. القصة للأديب صبري موسى  وكتب السيناريو الدكتور رفيق الصبان. الفيلم من بطولة  نادية لطفي، نور الشريف، نبيلة عبيد، شكري سرحان، عمر ناجي، وعايدة عبدالعزيز. يصور الفيلم العلاقات الزوجية المنهارة: حيث يتحول المناضل القديم كمال إلى انتهازي يبحث عن الثروة والجاه تاركاً زوجته آمال تواجه المجتمع وحيدة وترتبط بعلاقة حب مع صديق الزوج  وتنتهي إلى مصارحة الزوج بالعلاقة وترك العشيق أيضاً، لتتم رحلة الحياة..على طريقتها الخاصة وقد أتقنت اللعبة.
صدر الفيلم إلى دور العرض المصرية في 6 مارس 1978.
منح موقع قاعدة بيانات الأفلام على الإنترنت (IMDB) الفيلم درجة 4.5/ 10.
منح موقع قاعدة بيانات الأفلام العربية «السينما.كوم» الفيلم درجة 6.5/ 10.

## طاقم التمثيل
نادية لطفي: في دور آمال
نور الشريف: في دور محمود (صديق أمال)
نبيلة عبيد: في دور ميرفت (صديقة آمال)
شكري سرحان: في دور كمال الصفتي (زوج آمال)
عمر ناجي: في دور فتحي
عايدة عبد العزيز: في دور سيدة بالرحلة
ملك الجمل: في دور إنشراح (عمة محمود)
توفيق الدقن: في دور أمين (زوج إنشراح)
نادية أرسلان: في دور سوزي (عشيقة شوقي)
أحمد خميس: في دور وكيل النيابة
فاروق فلوكس: في دور شوقي
وداد حمدي: في دور اعتماد
نادية شكري: في دور سيدة بالرحلة
محمود رشاد: في دور أدهم بك (خال محمود)
ناهد سمير: في دور والدة محمود
أشرف السلحدار: في دور منير حلمي
حسين الشربيني: في دور عوني عبد القادر
محمود الزهيري: في دور إسماعيل أفندي (مدير المكتبة)
عبد المنعم النمر: في دور موظف مكتب البريد
بالاشتراك مع: منى عبد الله - إبراهيم صبح.

## أحداث الفيلم
تبحث آمال (نادية لطفي) عن الحب في زمن بلا مبادئ. أحبت كمال (شكري سرحان) المناضل الثوري ورجل المبادئ، الذي يعتبر رصيده هو حب الناس، الذين يدافع عنهم. تكافح آمال مع كمال المحامي البسيط، وتقيم معه في بيت متواضع يعانون من شظف العيش، حتى يتم إعتقاله، وتظل وفية على عهدها معه، وتطالبه بمحاولة الخروج، بعد خروج معظم زملائه الذين يستسلمون ويمالئون السلطة، ويخرجون واحد تلو الآخر. يرضخ كمال أخيراً، ويخرج من المعتقل، ويحاول شراء السلطة، قبل إن تشتريه، ويتعاون مع الفاسدين من رجالها، ويقيم مشاريع إستهلاكية، ولا يتورع عن تدمير أصدقائه، معتبراً أن صديقه هو رصيده في البنك، وينشغل عن زوجته. تشعر آمال بالملل، وتطور علاقة صداقتها بمحمود (نور الشريف) إلى علاقة حب، وتسافر معه في رحلة إلى أسوان، فقد كان محمود الذي يعمل بهيئة الآثار، يعد بحثاً منذ مدة طويلة، بينما يعاني من موت أبيه كمداً، بعد وضع أملاكه تحت الحراسة، فكان ناقماً على الثورة ورجالها، ويرى أن العالم مشرف على الهلاك، بسبب فقد الناس قدرتهم على الحب. لا يتورع محمود عن جذب آمال لمستنقع الخيانة، ولكنها ترفض وتكتفي بالأحضان، ويطالبها بالطلاق من زوجها الفاسد، الذي يمتص دماء الفقراء. تحاول آمال إنتشال زوجها كمال من هاوية الانتهازية، والعودة إلى أيام الحب القديم، ولكنها تفشل. أما صديقتها صاحبة «الأتيلية» ميرفت (نبيلة عبيد)، التي كانت تغير أزواجها، بحثاً عن الحب، فقد وجدته أخيراً مع منير (أشرف السلحدار) صديق محمود، وتزوجته لتكتشف أنه مثلي الجنس، فتطلب الطلاق وتحاول الانتحار، بعد إكتشافها أن المصالح هي التي تربط الناس ببعضها، ولا وجود للحب. أما عوني (حسين الشربيني) زميل كمال في المعتقل، والذي باع مبادئه، وتجسس على زملائه بالسجن، حتى خرج، وطلق زوجته التي تحملت معه الصعاب، وتزوج من ابنة أحد الفاسدين من رجال السلطة، الذين كان يحاربهم في الماضي. أراد عوني الإنتقام من كمال، الذي ورطه في أحد المزادات، فتقدم ببلاغ يتهمه بتهريب الأموال للخارج، واستيراد لحوم غير صالحة للاستهلاك الآدمي، وأصبح كمال في ورطة كبيرة، واضطرت آمال للوقوف بجانبه في تلك المحنة، حتى يخرج منها. ألغيت الحراسات، وعادت ممتلكات محمود، وتغير هو الآخر، ونسى مبادئه، وسعى لغلق المستوصف الخيري، وطرد سكان السطوح من عمارته، التي عادت إليه، لإقامة مشروع استثماري. كان عم أمين (توفيق الدقن) زوج إنشراح (ملك الجمل)، التي تزوجها من أجل مالها، وكان رجلاً سكيراً، قال نكتة على السلطة، وهو سكران، أدخلته المعتقل ثلاث سنوات، خرج بعدها درويشاً، يسبح في ملكوت الله، حتى عادت أموال زوجته. أما شوقى (فاروق فلوكس) زميل دراسة محمود، فقد هرب للخارج، بدعوى الدراسة، هرباً من التجنيد، بعد وضع ممتلكات عائلته تحت الحراسة، ولم يكمل دراسته، وتزوج في ألمانيا، وتغاضى عن كرامته، حتى عاد بحثاً عن ممتلكاته، التي رفعت عنها الحراسة. تكتشف آمال أن زوجها بعد خروجه من محنته، عاد كما كان، وإكتشفت أن كل إنسان لا يحب إلا نفسه، الكل يريد أن يأخذ فقط، فرفضت حب محمود، لأنها لاتريد أن تستبدل كمال، بكمال آخر.

## روابط خارجية
- مقالات تستعمل روابط فنية بلا صلة مع ويكي بيانات
- رحلة داخل امرأة على موقع الدهليز
- رحلة داخل امرأة على موقع كاروهات

https://www.themoviedb.org/movie/891229?language=ar-SA رحلة داخل امرأة (فيلم)